# Cairomona
Una cairomona (neologismo surgido de kairós y feromona) es una forma de comunicación semioquímica en la que una especie animal o vegetal genera un beneficio estratégico para otra especie, frecuentemente a cambio de algún perjuicio soportable para el emisor, que deviene en un beneficio mayor para ambos. Este concepto existe en comparación con una alomona (que solo beneficia al emisor y a veces perjudica al receptor) y una sinomona (que beneficia tanto a uno como a otro). La información transmitida generalmente entraña la presencia de fuentes de alimento para el receptor, o menos frecuentemente, la presencia de un predador.

## Ejemplo
Un ejemplo puede encontrarse en el árbol Pinus ponderosa, el cual segrega un terpenoide llamado mirceno cuando se ve atacado por el escarabajo o gorgojo del pino o Dendroctonus. En lugar de actuar en contra del insecto, el mirceno actúa en sinergia con feromonas de agregación del gorgojo que atraen a más miembros de la especie.
Las feromonas de estos escarabajos, a su vez, atraen la atención de otras especies de escarabajos que son sus predadores naturales, y de ese modo estos acuden a cazar a los escarabajos del pino, librando así al árbol de su ataque.